# Wasserdampfdiffusionsäquivalente Luftschichtdicke
Die wasserdampfdiffusionsäquivalente Luftschichtdicke ({\displaystyle s_{\mathrm {d} }}, sd-Wert)
ist ein bauphysikalisches Maß für den Wasserdampfdiffusionswiderstand eines Bauteils oder Bauteilschicht definierter Dicke und Diffusionswiderstandszahl.
Sie beschreibt den Wasserdampfdiffusionswiderstand anschaulich, indem sie die Dicke angibt, welche eine ruhende Luftschicht haben muss, damit sie im stationären Zustand und unter denselben Randbedingungen von demselben Diffusionsstrom durchflossen wird, wie das betrachtete Bauteil.
Der {\displaystyle s_{\mathrm {d} }}-Wert einer aus mehreren hintereinanderliegenden Schichten bestehenden Bauteilschicht ist die Summe der {\displaystyle s_{\mathrm {d} }}-Werte der Einzelschichten.

## Berechnung
Der Wasserdampfdiffusionsstrom durch eine Bauteilschicht kann beschrieben werden durch die Gleichung
{\displaystyle g\,=\,-{\frac {\delta }{\mu }}{\frac {\Delta p}{\Delta x}}\,=\,-{\frac {\delta }{\mu s}}\Delta p}
{\displaystyle g}
Wasserdampfdiffusionsstromdichte durch das Bauteil in kg/(m2·s)
{\displaystyle \delta }
Wasserdampfdiffusionsleitkoeffizient in Luft in kg/(m·s·Pa)
{\displaystyle \mu }
Wasserdampfdiffusionswiderstandszahl
{\displaystyle \Delta p}
Wasserdampfpartialdruckgefälle über das Bauteil in Pa
{\displaystyle \Delta x}, {\displaystyle s}
Dicke des Bauteils in m
Schreibt man die Formel nochmals für eine Luftschicht ({\displaystyle \mu =1}) der Dicke {\displaystyle s_{\mathrm {d} }} an und fordert, dass durch diese bei demselben Partialdruckgefälle {\displaystyle \Delta p} derselbe Diffusionsstrom {\displaystyle g} fließen soll wie durch das betrachtete Bauteil, so ergibt sich aus dem Vergleich beider Formeln die folgende Bedingung für {\displaystyle s_{\mathrm {d} }}:
{\displaystyle -{\frac {\delta }{\mu s}}\Delta p=-{\frac {\delta }{s_{\mathrm {d} }}}\Delta p},
woraus sofort folgt:
{\displaystyle s_{\mathrm {d} }=\mu \cdot s}
Eine ruhende Luftschicht muss also die Dicke {\displaystyle s_{d}=\mu s} besitzen, um dem Wasserdampf den gleichen Diffusionswiderstand entgegenzustellen wie das betrachtete Bauteil mit der Wasserdampfdiffusionswiderstandszahl
{\displaystyle \mu } und der Schichtdicke {\displaystyle s}.

### Temperaturabhängigkeit
Die meisten Baumaterialien sind porös. Wasserdampftransport findet in ihnen hauptsächlich als Diffusion in der Porenluft statt und unterliegt damit derselben Temperaturabhängigkeit wie Diffusion in freier Luft. Dadurch, dass der {\displaystyle s_{\mathrm {d} }}-Wert den Diffusionswiderstand im Baumaterial mit dem Widerstand in freier Luft vergleicht, kürzt sich die Temperaturabhängigkeit heraus und der {\displaystyle s_{\mathrm {d} }}-Wert ist eine temperaturunabhängige Eigenschaft des Materials.
Doch auch wenn die Temperatur nicht als direkter Faktor in die Formel für die äquivalente Luftschichtdicke eingeht, sollte bedacht werden, dass die Widerstandszahl μ von der relativen Luftfeuchte und damit indirekt von der Temperatur abhängig ist.

## Anwendung
Nach DIN 4108-3 werden die Diffusionseigenschaft bestimmter Bauteile in diffusionsoffen, -hemmend und -dicht eingestuft:
| sd-Wert             | Grad der Dichtheit              | Widerstand gegen Wasserdampfdiffusion |
| ------------------- | ------------------------------- | ------------------------------------- |
| sd ≤ 0,5 m          | diffusionsoffen                 | gering                                |
| 0,5 m < sd < 1500 m | diffusionshemmend (Dampfbremse) | mittel                                |
| sd ≥ 1500 m         | diffusionsdicht (Dampfsperre)   | hoch                                  |

Bauteile mit einer Wasserdampfdiffusionsäquivalenten Luftschichtdicke von 0,5 bis 1500 m werden als Dampfbremse, alles darüber als Dampfsperre bezeichnet.
Die wasserdampfdiffusionsäquivalente Luftschichtdicke wird auch als Abszissenachse bei einem Glaserdiagramm verwendet.
Allgemein sollten die in einer Außenwand verwendeten Materialien von innen nach außen diffusionsoffener werden.
Aus dem Holzrahmenbau kommt die Faustregel, dass bei beplankten Hohlwänden der {\displaystyle s_{\mathrm {d} }}-Wert der inneren Beplankung um den Faktor 7 bis 10 höher liegen sollte, als derjenige des äußeren Luftabschlusses. So kann sich auch unter den ungünstigsten Umständen kein Kondensat bilden.
Auf den Verbau einer stark diffusionshemmenden Schicht (Dampfbremse) auf der Innenseite von Bauteilen kann dann verzichtet werden, wenn die verwendeten Baustoffe zum Kapillartransport fähig sind, z. B. kapillaraktive Wärmedämmungen. Bei richtiger Ausführung kann in diesem Fall das im Bauteil entstehende Tauwasser kapillar an die innere und äußere Bauteiloberfläche geleitet werden und dort verdunsten oder vom Baustoff gespeichert und wieder ins Gebäudeinnere abgegeben werden. Gleiches gilt für Wandaufbauten, in denen für eine ausreichende Hinterlüftung gesorgt wird.

### Beispiele
Eine 5 cm dicke Calciumsilikat-Platte mit einem µ = 5 hat einen {\displaystyle s_{\mathrm {d} }}-Wert von {\displaystyle s_{\mathrm {d} }=\mu \cdot s=5\cdot 0{,}05\,\mathrm {m} =0{,}25\,\mathrm {m} }. Sie ist also diffusionsoffen.
Ein 20 cm dickes Mauerwerk aus Vollziegeln mit µ = 5 hat einen {\displaystyle s_{\mathrm {d} }=\mu \cdot s=5\cdot 0{,}2\,\mathrm {m} =1\,\mathrm {m} }, d. h., dass durch ein 20 cm dickes Mauerwerk aus Vollziegeln so viel Wasserdampf hindurchdiffundiert wie durch eine 1 m starke, ruhende Luftschicht.
Eine 4 cm dicke Styroporplatte mit µ = 60 nach DIN EN ISO 10456 hat einen {\displaystyle s_{\mathrm {d} }}-Wert von {\displaystyle s_{\mathrm {d} }=\mu \cdot s=60\cdot 0{,}04\,\mathrm {m} =2{,}4\,\mathrm {m} }.
Windbremsfolien, Fassaden- sowie Unterdeckbahnen sollen flüssiges Wasser abhalten, Wasserdampf aber durchlassen. Unterdeckbahnen von Wänden haben nach DIN EN ISO 10456 einen {\displaystyle s_{\mathrm {d} }}-Wert von 0,2 m.
Gebräuchliche Dampfbremsen aus PE- oder PVC-Folien weisen sd-Werte von 2 bis 50 m auf.

## Internationaler Gebrauch
Im englischsprachigen Raum wird anstelle der Wasserdampfdiffusionsäquivalenten Luftschichtdicke überwiegend die Moisture Vapor Transmission Rate (MVTR) als Maß für den Durchgang von Wasserdampf verwendet.